# Most drogowy w Andrychowie
Most drogowy w Andrychowie – most drogowy przez rzekę Wieprzówkę w Andrychowie, w ciągu drogi krajowej nr 52 w województwie małopolskim o konstrukcji łukowej.

## Inwestor
Most kosztował ponad 5,7 mln zł. Wykonawcą mostu była firma Mosty Chrzanów Sp. z o.o. z Chrzanowa, a inwestorem Generalna Dyrekcja Dróg Krajowych i Autostrad Oddział w Krakowie.

## Konstrukcja
Most jest jedyną konstrukcją w Polsce, posiadającą stalowe przęsła w kształcie łuku położone po przekątnej i płytę żelbetową opartą na stalowych wiszących żebrach poprzecznych.

## Źródła
- Robert Szkutnik, Nowy most w Andrychowie otwarty, Gazeta Krakowska, 11 października 2013